# Léo Ferré
SLéo Ferré (Monaco, 1916. augusztus 24. – Castellina in Chianti, 1993. július 14.) francia (monacói) énekes, dalszerző, költő, zongorista.

## Pályafutása
Léo Ferre apja a monacoi hercegi közigazgatásban személyzeti vezető volt. Édesanyja Olaszországból származott. Gyermekkorát az olaszországi Bordighera kolostori bentlakásos iskolájában töltötte. Mindkét szülője nagyon vallásos volt. Ezt katasztrófaként élte meg az akkor már meglehetősen szabadgondolkodó fiú. Anarchistának tartotta magát. Szülei szívesen látták volna egy jó állásban a közigazgatásban. Ferré ellenben zenész lett.
Első feleségével egy Monaco melletti kis faluban élt, és egy kis ingatlant kezelt. Zenei tanulmányait autodidakta módon művelte. Zeneszerzés elméleti leckéket kapott Leonyid Sabanjev orosz emigránstól, aki Alekszandr Szkrjabin tanítványa volt.
1946-ban Ferré Párizsba ment. Kisebb bárokban való fellépések után első szerzői sikereit könyvelhette el, hiszen sok énekes adta elő sanzonjait.
Elvált feleségétől, és feleségül vette Madeleine-t, egy fiatal nőt, aki a lányát is hozta a házasságba.
Egy véletlen párizsi találkozás III. Rainier monacói herceggel fordulópontot jelentett életében. Meghívták Monte Carlóba, ahol lenyűgözően adta elő Apollinaire Chanson du mal aimé című művét (a dalt ő is hangszerelte).
Először Párizsban készíthetett hangfelvételeket. Az 1960-as évek elején nagy sikert aratott a párizsi Olympiában hangmérnök barátjával, Maurice Frot-tal és a vak Paul Castanier-vel, aki zongorán kísérte. A három barát tizenöt éven át elválaszthatatlan volt. 1973-ban elváltak útjaik.
Nem sokkal halála előtt Ferré még találkozott Maurice Frottal. 1991-ben halt meg, 76 évesen.
Gazdag művészi örökséget hagyott az utókorra. Kompozíciók, előadások a Milánói Szimfonikus Zenekarral. François Villon-dalok...

## Stúdióalbumok
- 1953: Paris canaille
- 1954: Chansons de Léo Ferré
- 1954: Le Piano du pauvre
- 1956: Le Guinche (Huit Chansons nouvelles)
- 1956: Poète... vos papiers !
- 1957: Les Fleurs du mal
- 1957: La Chanson du mal-aimé
- 1958: Encore... du Léo Ferré
- 1960: Paname (album)|Paname
- 1961: Les Chansons d'Aragon
- 1962: La Langue française
- 1964: Ferré 64
- 1964: Verlaine et Rimbaud (2×LP)
- 1966: Léo Ferré 1916-19…
- 1967: Cette chanson (La Marseillaise)
- 1967: Léo Ferré chante Baudelaire (2×LP)
- 1969: L'Été 68
- 1969: Les Douze Premières Chansons de Léo Ferré
- 1970: Amour Anarchie (2×LP)
- 1971: La Solitude
- 1972: La Chanson du mal-aimé
- 1972: La Solitudine
- 1973: Il n'y a plus rien
- 1973: Et... basta !
- 1974: L'Espoir
- 1975: Ferré muet... dirige
- 1976: Je te donne
- 1977: La musica mi prende come l'amore
- 1977: La Frime
- 1979: Il est six heures ici et midi à New York
- 1980: La Violence et l'Ennui
- 1982: Ludwig-L'imaginaire-Le bateau ivre (3×LP)
- 1983: L'Opéra du pauvre (4×LP)
- 1985: Les Loubards
- 1986: On n'est pas sérieux quand on a dix-sept ans (2×LP)
- 1990: Les Vieux Copains
- 1991: Une saison en enfer

### Live albumok
- 1955: Récital Léo Ferré à l'Olympia
- 1958: Léo Ferré à Bobino
- 1961: Récital Léo Ferré à l'Alhambra
- 1963: Flash ! Alhambra – A.B.C.
- 1969: Récital 1969 en public à Bobino (2×LP)
- 1973: Seul en scène (Olympia 1972) (2×LP)
- 1984: Léo Ferré au Théâtre des Champs-Élysées (3×LP)
- 1988: Léo Ferré en public au TLP Déjazet

### Koncertfilm felvételek
- 1984: Léo Ferré au Théâtre des Champs-Élysées
- 1986: Léo Ferré chante les poètes
- 2001: Sur la scène... (Olympia, 1972)
- 2006: Léo Ferré au Théâtre Libertaire de Paris, 1988
- 2018: Léo Ferré non-stop
- 2021: La Complainte de la télé (1956-1992)
- Léo Ferré az IMDb-n

## Fordítás
Ez a szócikk részben vagy egészben  a   Léo Ferré című német Wikipédia-szócikk ezen változatának fordításán alapul.  Az eredeti cikk szerkesztőit annak laptörténete sorolja fel. Ez a jelzés csupán a megfogalmazás eredetét és a szerzői jogokat jelzi, nem szolgál a cikkben szereplő információk forrásmegjelöléseként.